# Nobutaka Ikeda
Nobutaka Ikeda (jap. 池田 信孝, Ikeda Nobutaka; * um 1950) ist ein ehemaliger japanischer Badmintonspieler. 

## Karriere
Nobutaka Ikeda gewann 1971 seinen ersten Titel bei den nationalen japanischen Meisterschaften. Zwei Jahre später war er erneut im Herrendoppel erfolgreich. 1974 siegte er bei den Canadian Open und wurde Dritter bei den All England. 1979 gewann er seinen letzten japanischen Meistertitel im Doppel mit Mikio Ozaki.
Für die Olympischen Sommerspiele 1992 in Barcelona trainierte Ikeda die japanische Nationalmannschaft.

## Sportliche Erfolge
| Saison | Veranstaltung                | Disziplin    | Platz | Name                             |
| ------ | ---------------------------- | ------------ | ----- | -------------------------------- |
| 1971   | Japan: Einzelmeisterschaften | Herrendoppel | 1     | Nobutaka Ikeda / Kenji Suzuki    |
| 1973   | Japan: Einzelmeisterschaften | Herrendoppel | 1     | Shōichi Toganoo / Nobutaka Ikeda |
| 1974   | Canadian Open                | Herrendoppel | 1     | Shōichi Toganoo / Nobutaka Ikeda |
| 1974   | All England                  | Herrendoppel | 3     | Shoichi Toganoo / Nobutaka Ikeda |
| 1974   | Japan: Einzelmeisterschaften | Herrendoppel | 1     | Shōichi Toganoo / Nobutaka Ikeda |
| 1976   | Japan: Einzelmeisterschaften | Herrendoppel | 1     | Shōichi Toganoo / Nobutaka Ikeda |
| 1979   | Japanische Meisterschaft     | Herrendoppel | 1     | Nobutaka Ikeda / Mikio Ozaki     |
| 1980   | Japan: Einzelmeisterschaften | Herrendoppel | 3     | Nobutaka Ikeda / Mikio Ozaki     |
| 1981   | Japan: Einzelmeisterschaften | Herrendoppel | 3     | Nobutaka Ikeda / Mikio Ozaki     |
| 1982   | Japan: Einzelmeisterschaften | Herrendoppel | 3     | Nobutaka Ikeda / Mikio Ozaki     |
| 1983   | Japan: Einzelmeisterschaften | Herrendoppel | 3     | Nobutaka Ikeda / Mikio Ozaki     |
| 1985   | Japan: Einzelmeisterschaften | Herrendoppel | 3     | Nobutaka Ikeda / Mikio Ozaki     |